# I Liceum Ogólnokształcące im. Tadeusza Kościuszki w Myślenicach
I Liceum Ogólnokształcące im. Tadeusza Kościuszki w Myślenicach – szkoła ponadpodstawowa działająca w Myślenicach od 1908 roku.

## Historia
Gimnazjum w Myślenicach powstało w okresie zaborów z inicjatywy radnych miasta, zgodnie z uchwałą Rady Miejskiej z 6 marca 1908 oraz z decyzją cesarza Franciszka Józefa I z 30 czerwca 1908, jako szkoła z polskim językiem wykładowym. Początkowo była to szkoła męska, dziewczęta mogły do niej uczęszczać jako prywatystki. Pierwszym dyrektorem został Stanisław Pardyak, który tę funkcję pełnił od 26 września 1908 r.
Nauka w szkole była płatna, czesne wynosiło 60 koron rocznie w 2 ratach półrocznych. Uczniowie biedniejsi i wyróżniający się na tle innych mogli starać się o zwolnienie z opłaty. Każdego ucznia obowiązywał ciemny mundurek szkolny oraz wysoka czapka.
W 1911 r. powstała szkolna orkiestra dęta oraz szkolne warsztaty stolarskie, którymi kierował Władysław Michniak.
13 listopada 1912 w Liceum zorganizowano skauting według wzorów Baden-Powella z przystosowaniem do polskiego harcerstwa i warunków lokalnych.
Wybuch I wojny światowej przerwał proces nauczania w myślenickim Gimnazjum, ale także dał nadzieję na odzyskanie niepodległości. Uczniowie garneli do formowanych legionów. Zajęcia ponownie rozpoczęto w lutym 1915 r. pod kierownictwem Józefa Lembarta. Od 1916 r. rozpoczęły naukę dziewczęta w 3 oddziałach, w tym samym roku odbyła się pierwsza matura.
W 1924 r. władze szkolne zamierzały zlikwidować gimnazjum w Myślenicach, na co jednak nie zgodził się Komitet Rodziców.
W 1933 r. zaczęła obowiązywać nowa ustawa skracająca czas nauki w szkole średniej do 6 lat, z czego 4 lata nauki objęte były jednolitym programem nauczania gimnazjalnego i kończyły się tzn. małą maturą, po czym uczniowie mogli uczęszczać do 2-letniego liceum, które w myślenickiej szkole miało 2 kierunki: humanistyczny i matematyczno-przyrodniczy. Zarządzeniem Ministra Wyznań Religijnych i Oświecenia Publicznego z 1937 zostało utworzone „Państwowe Liceum i Gimnazjum im. Tadeusza Kościuszki w Myślenicach” (państwowa szkoła średnią ogólnokształcąca, złożoną z czteroletniego gimnazjum i dwuletniego liceum), po wejściu w życie tzw. reformy jędrzejewiczowskiej szkoła miała charakter koedukacyjny, a wydział liceum ogólnokształcącego był prowadzony w typie humanistycznym. Pod koniec lat 30. szkoła funkcjonowała pod adresem ulicy Władysława Jagiełły 2.
Podczas okupacji niemieckiej nauka oficjalnie nie była kontynuowana, jednak profesorowie podjęli próbę nauczania w tajnych kompletach prowadzonych przez Władysława Gawrona, Andrzeja Głowackiego, Helenę Kasprzyckównę, Tadeusza Ślósarza, Seweryna Udzielę i Józefa Wątorka.
Po odzyskaniu niepodległości przez Polskę, dyrektor Seweryn Udziela i grono pedagogiczne starało się o jak najszybsze rozpoczęcie jawnego nauczania. Główny budynek szkoły był zajęty przez szpital wojskowy wojska radzieckiego, więc nauka z konieczności była prowadzona w dawnym budynku Bursy. Naukę utrudniał brak sprzętu oraz niewielka ilość sal lekcyjnych, jednak nauczanie odbywało się systematycznie, nadrabiano braki spowodowane okupacją realizując przyspieszone programy i już w 1946 roku przeprowadzono pierwszą maturę.
W 1948 r. przyjęto nową nazwę „szkoła ogólnokształcąca stopnia licealnego”. Szkoła kształciła młodzież w klasach od VIII do XI na podbudowie szkoły podstawowej.
W latach 1948–1950 wprowadzono nowe programy nauczania.
W roku szkolnym 1969/1970 stworzono eksperymentalną klasę o profilu matematyczno-fizycznym dla uczniów o szczególnych zdolnościach. W latach następnych wprowadzono nowe profile: humanistyczny i biologiczny, oraz zajęcia fakultatywne.
W 1978 z okazji 70-lecia gimnazjum wybity został Medal Jubileuszowy wręczany co roku najlepszemu absolwentowi.
17 lipca 1978 otwarto w liceum Izbę Tradycji Szkoły.
W 1978 szkoła otrzymała Medal Komisji Edukacji Narodowej.
W 1985 powołano dwuletnie Studium Nauczycielskie o kierunkach: nauczanie początkowe i przedszkolne. Szkoła stała się Zespołem Szkół Ogólnokształcących.
20 maja 1990 w auli szkolnej odbył się wykład z prof. dr hab. ks. Józefem Tischnerem na temat poznania i wartości prawdy.
11 listopada 1995 odbyła się uroczystość z okazji rocznicy odzyskania niepodległości. Na sztandarze szkolnym ponownie umieszczono oryginalny wizerunek Matki Boskiej Myślenickiej, usunięty ze sztandaru po 1945 r.
8 listopada 1996 w holu budynku szkolnego wmurowano tablicę pamiątkową poświęconą 5 uczniom Gimnazjum, którzy oddali życie za Ojczyznę w walce z armią bolszewicką w 1920 r. Było to odtworzenie tablicy zlikwidowanej przez władze komunistyczne po 1945 r.
4 października 2008 szkoła obchodziła stulecie swojego istnienia.

## Nauczyciele
- Rajmund Bergel
- Ludwik Sikora
- Stanisław Pardyak

## Absolwenci
- Stanisław Bisztyga[4]
- Miłosz Motyka[5]
- Leszek Murzyn
- Marek Oramus[6]
- Maciej Ostrowski[4]
- Jan Rapacz prof.
- Adam Stabrawa[7]
- Ryszard Tadeusiewicz, prof. zw. dr hab. inż.[8]
- Leszek Zduń[4]